# جزیره بانگکا
جزیره بانگکا (انگلیسی: Bangka Island) جزیره‌ای متعلق به کشور اندونزی است.
این جزیره که در شرق ساموترا قرار دارد جزئی از استان بانگکا-بلیتونگ محسوب می‌شود و دارای ۱۱٬۶۲۳٫۵۴ مترمربع مساحت و ۹۶۰٬۶۹۲ نفر جمعیت در سال ۲۰۱۰ بوده است.

## نگارخانه

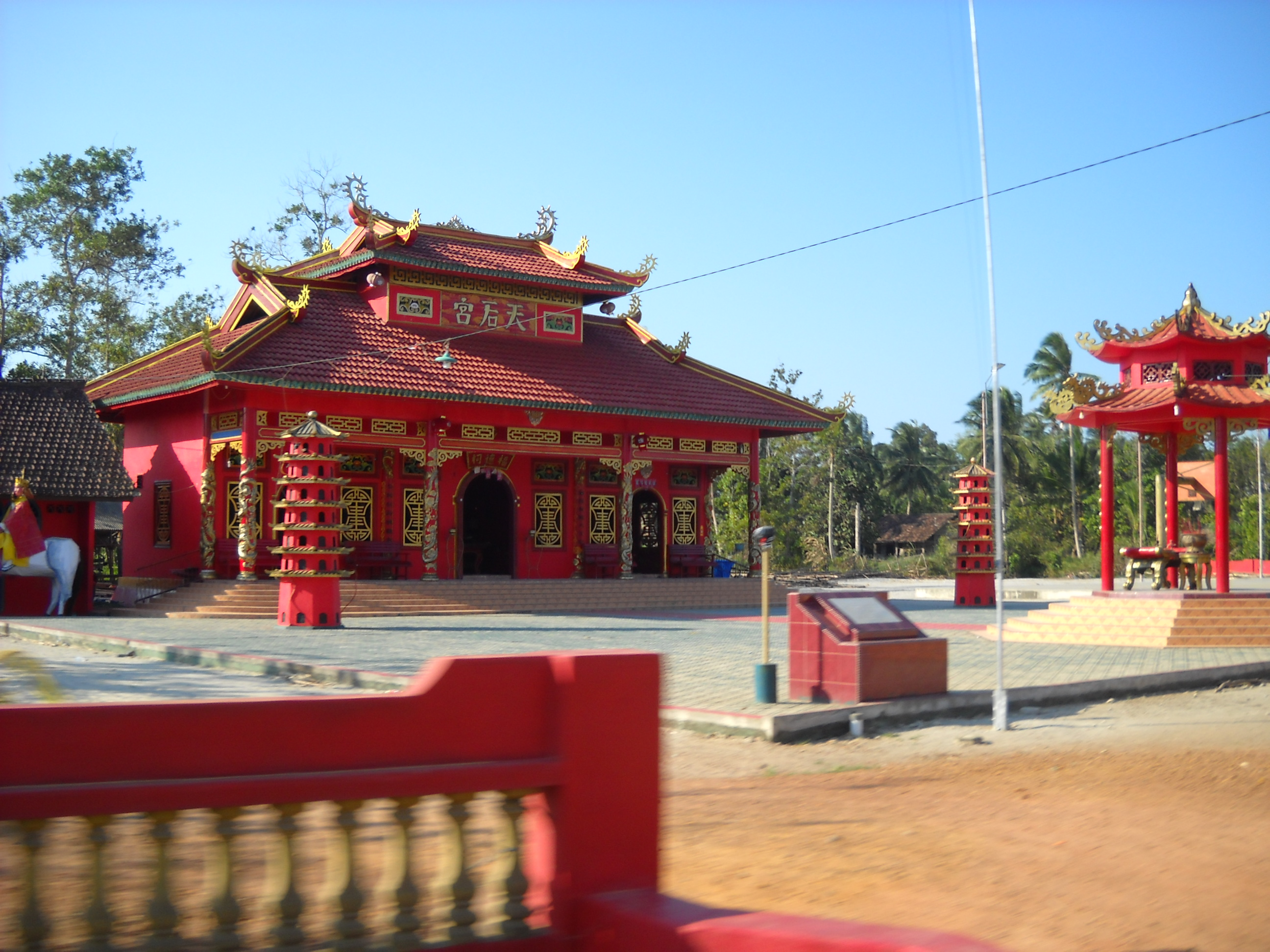
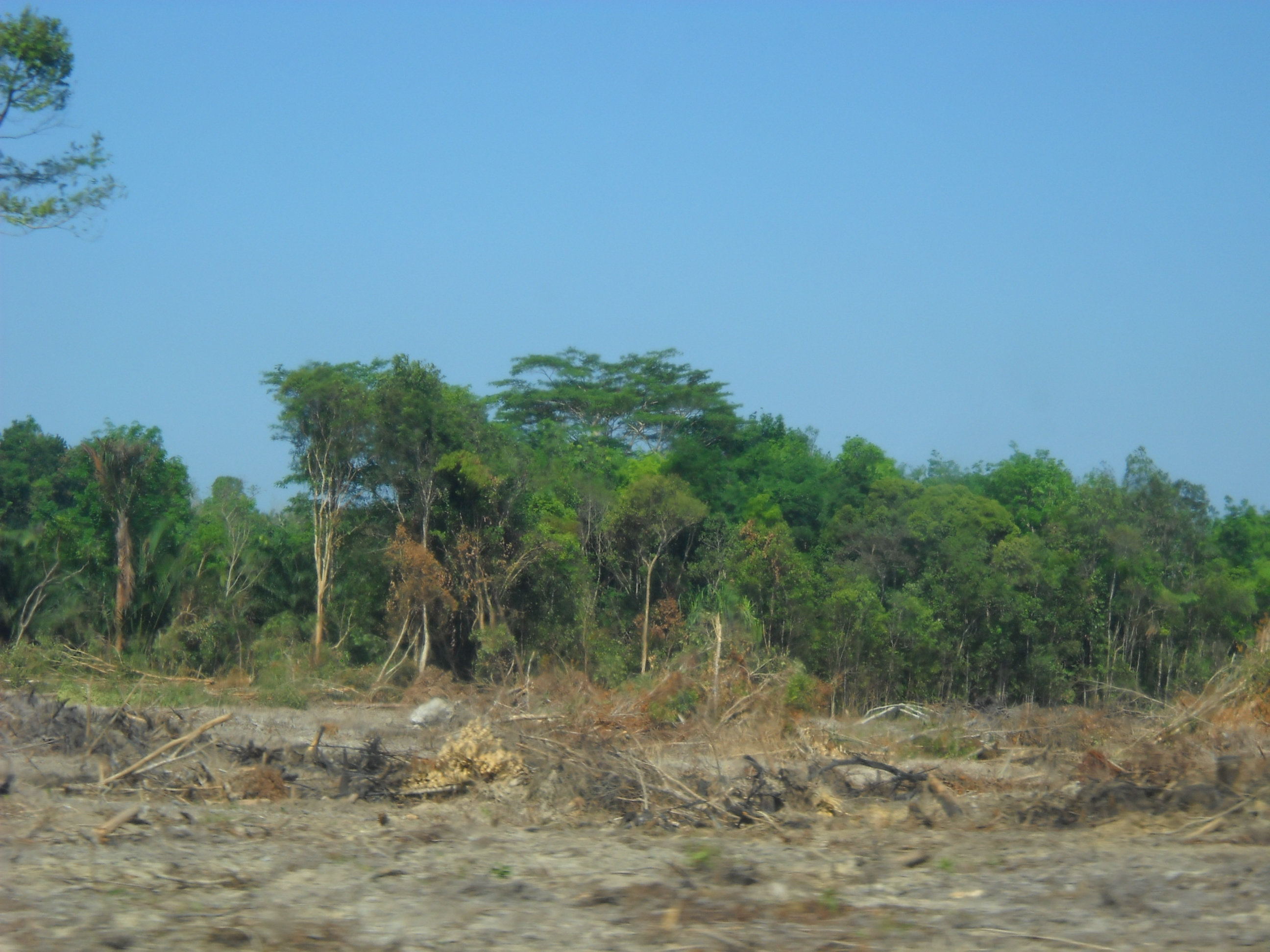
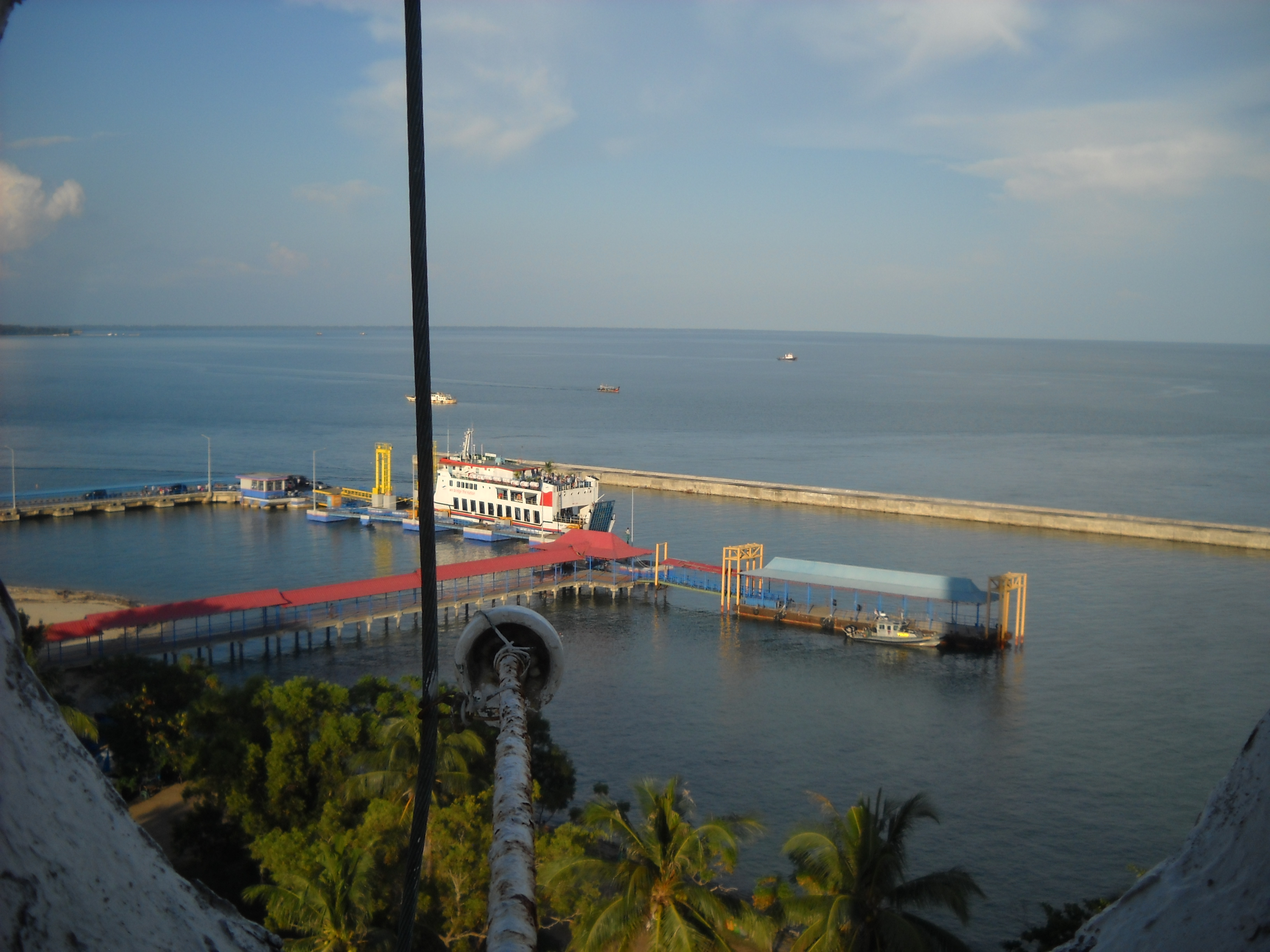
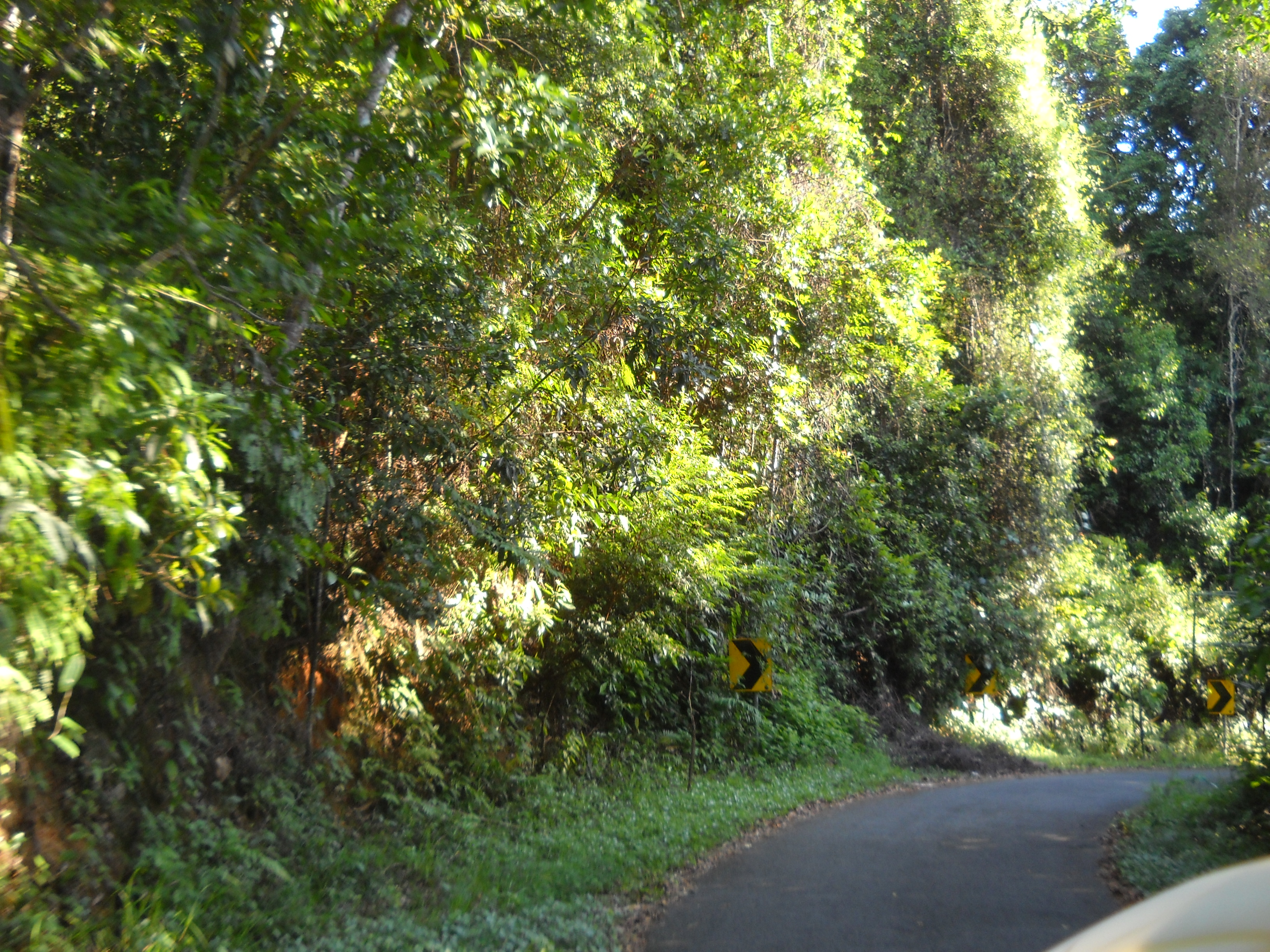
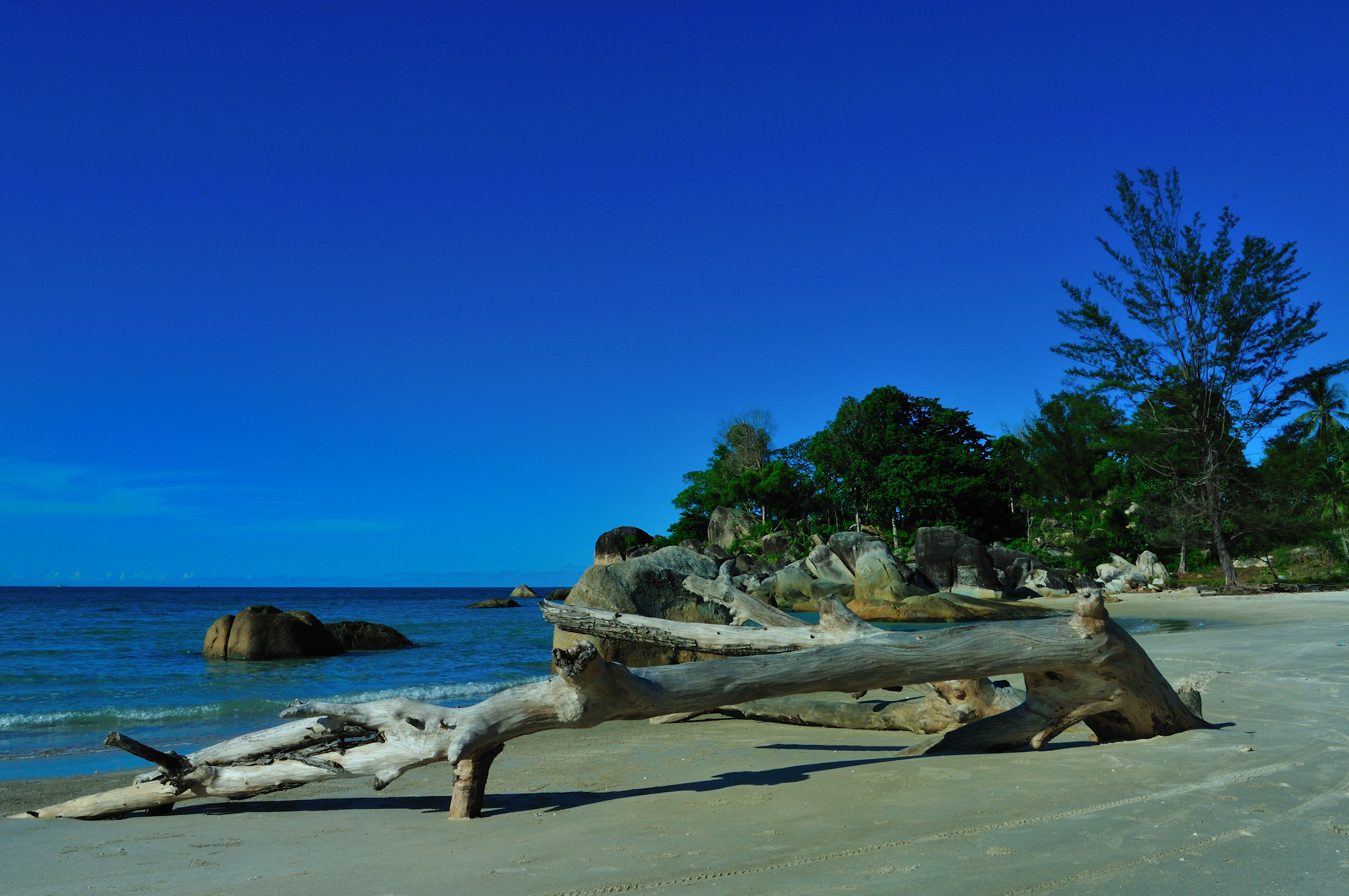
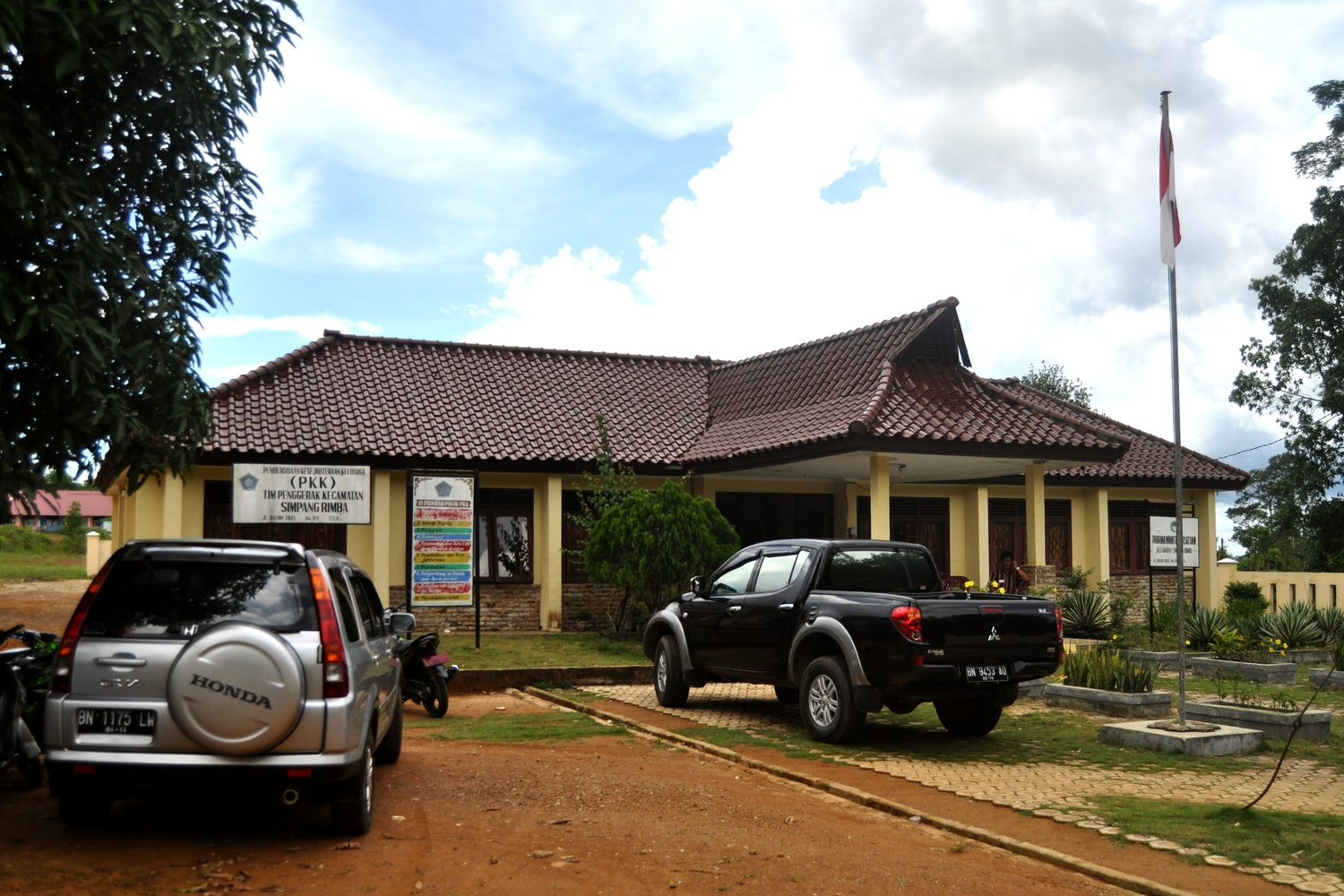
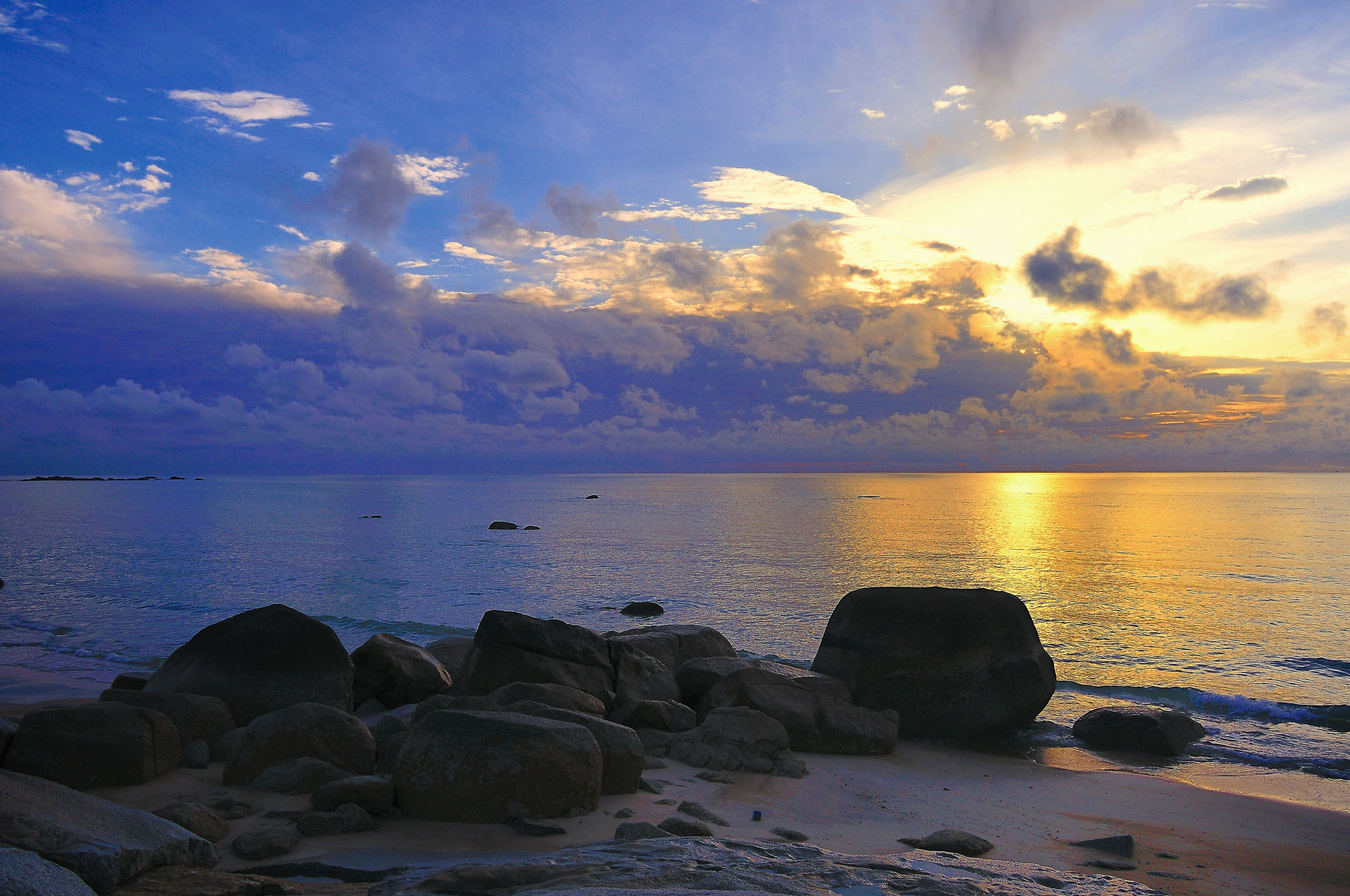
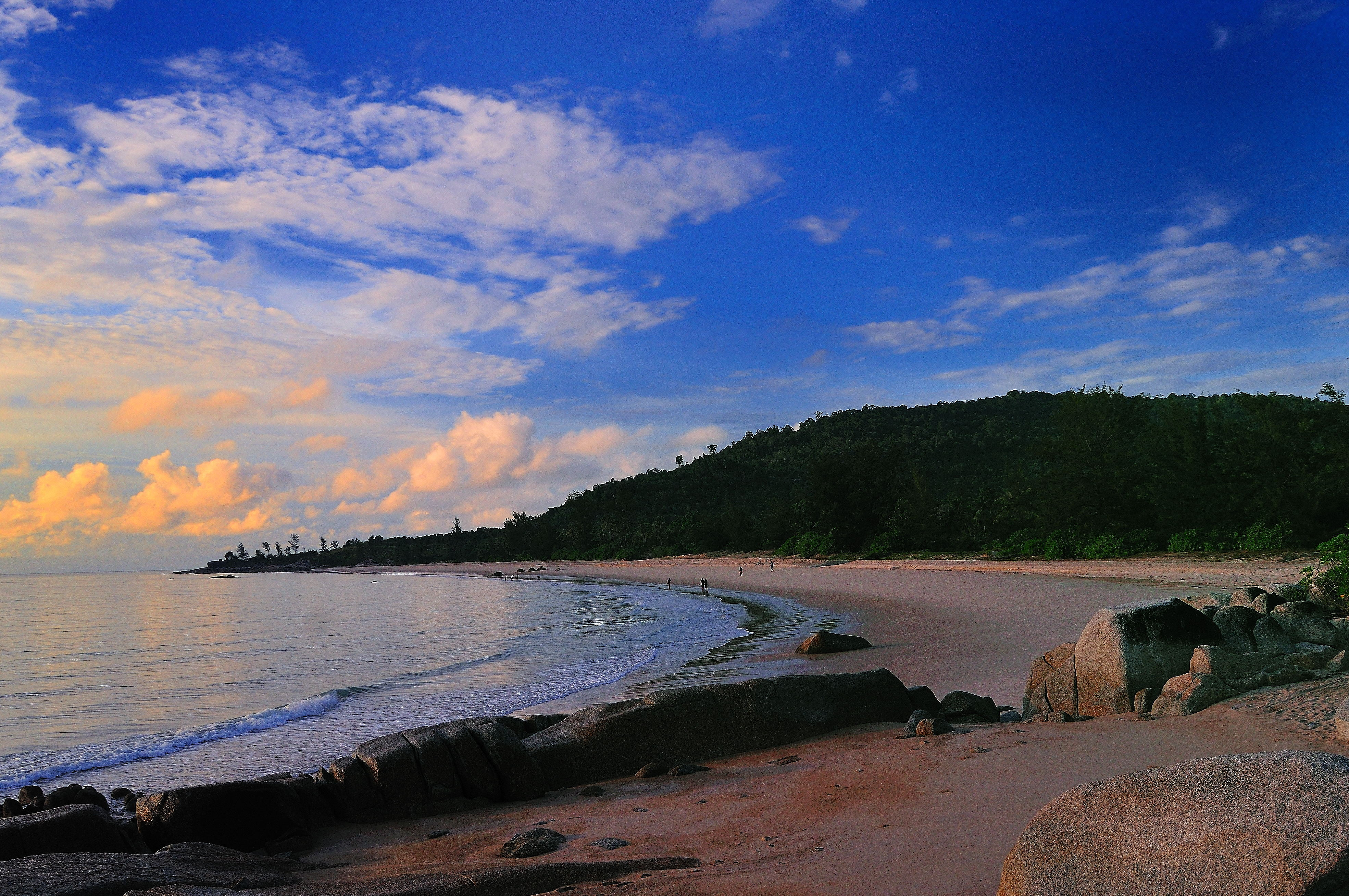
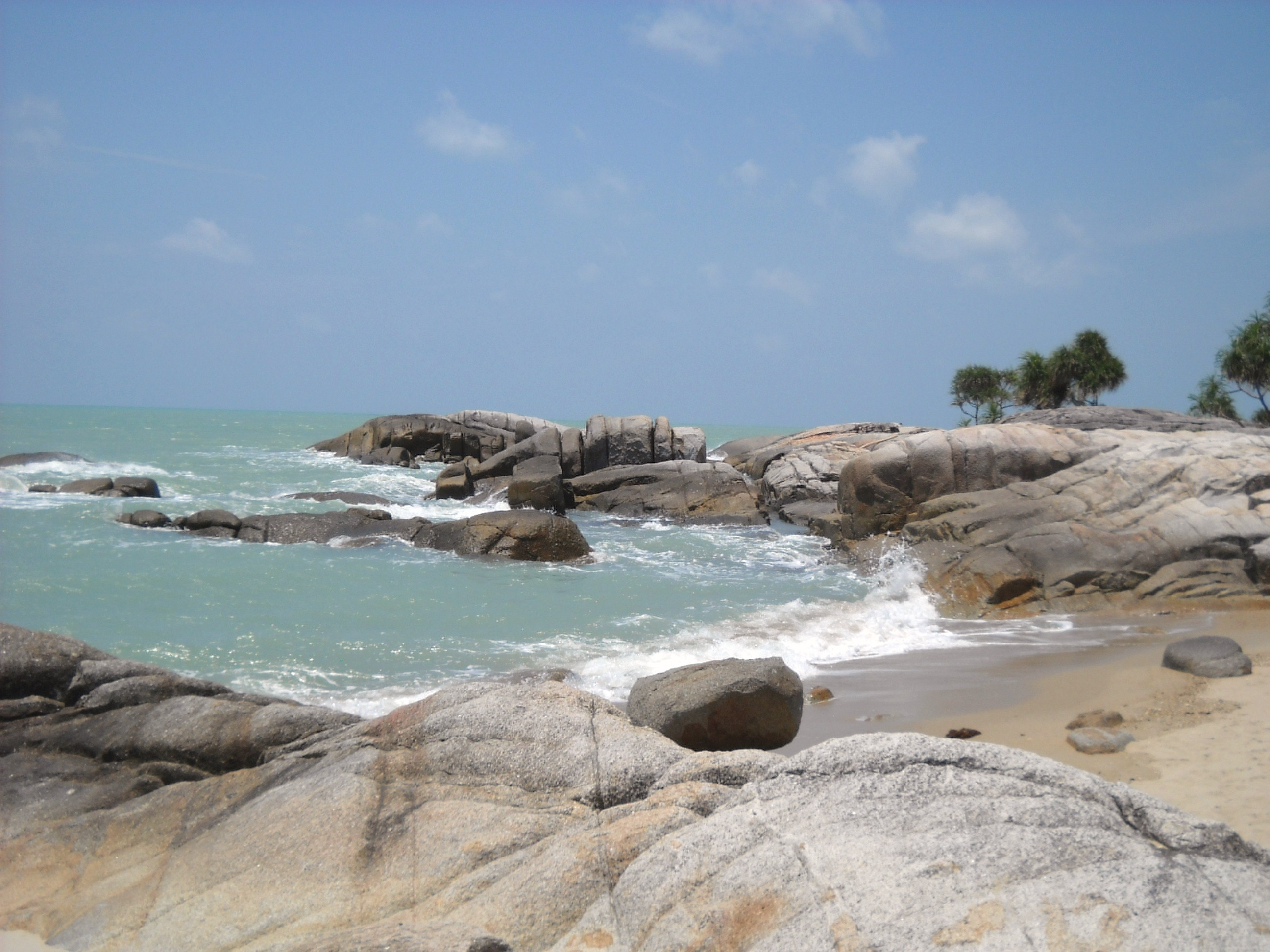
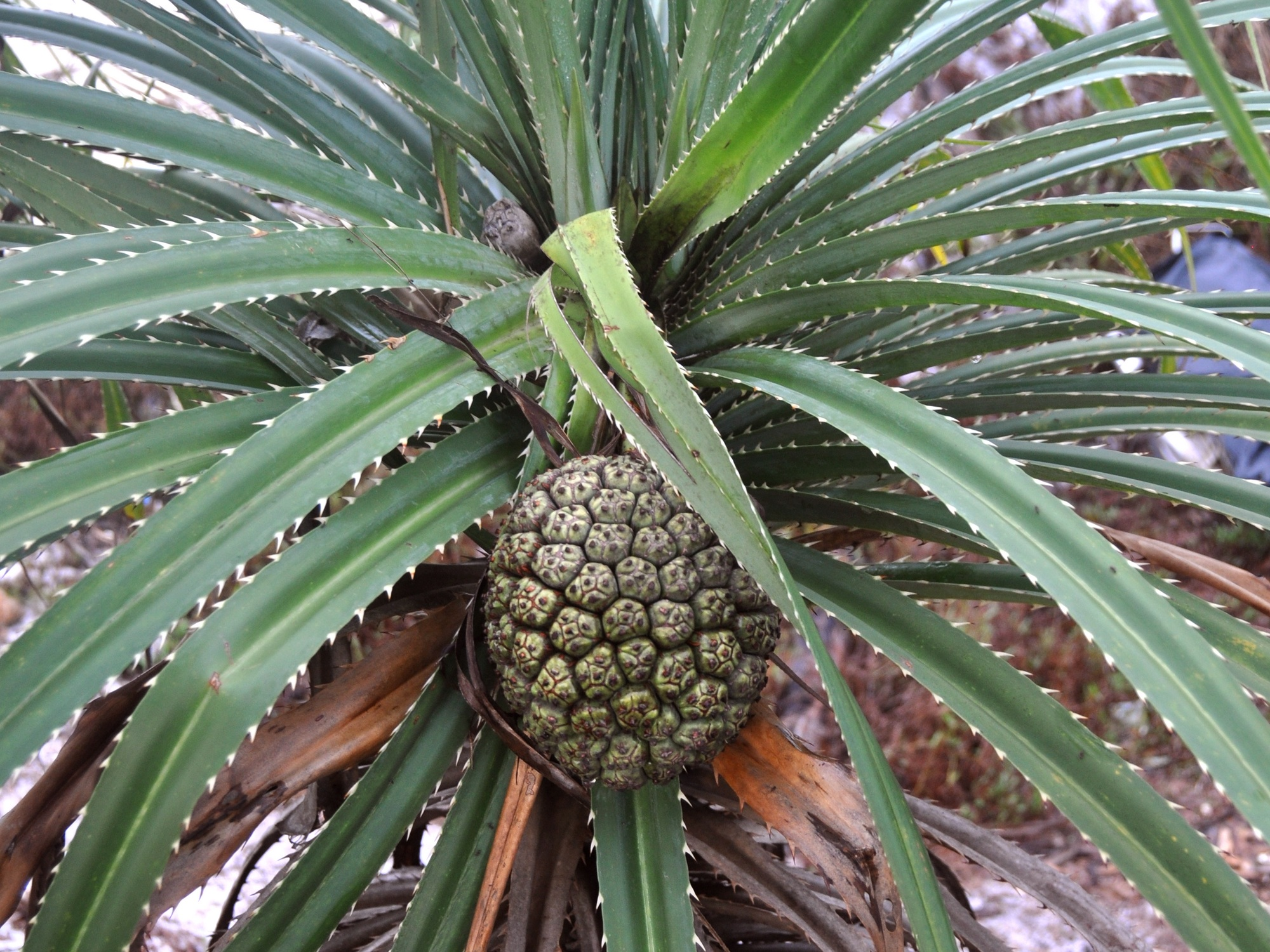